# جوزپه سکی
جوزپه سکی (انگلیسی: Giuseppe Secchi; ۱۶ آوریل ۱۹۳۱ – ۱۱ ژانویهٔ ۲۰۱۸) بازیکن فوتبال اهل ایتالیا بود.
از باشگاه‌هایی که در آن بازی کرده‌است می‌توان به باشگاه فوتبال آ.اس. رم، باشگاه فوتبال اودینزه، باشگاه فوتبال پادوا، باشگاه فوتبال تریستیانا، باشگاه فوتبال آتالانتا، و باشگاه فوتبال آ.ث. میلان اشاره کرد.